# Меликов, Пётр Григорьевич
Пётр Григорьевич Меликишвили (груз. პეტრე მელიქიშვილი; русифицированное — Петр Григорьевич Меликов; Арм: Պետրոս Գրիգորի Մելիքյան; 29 июня (11 июля) 1850, Тифлис — 23 марта 1927, там же) — грузинский советский учёный-химик, член-корреспондент Академии наук СССР (1927). Один из основателей и первый ректор Тбилисского университета

## Биография
Петр Меликишвили происходит из армянского дворянского рода Меликовых. Родители Меликишвили в 1840-х годах переехали из города Ахалцихе в город Тифлис (ныне Тбилиси), где и родился Пётр.
В 1868 году Петр Меликишвили окончил Тифлисскую гимназию, а в следующем году поступил в Императорский Новороссийский университет (ныне — Одесский национальный университет имени И. И. Мечникова) в городе Одесса.
Среди преподавателей университета в то время было много выдающихся учёных: Лев Ценковский, Николай Соколов, Илья Мечников и другие. В 1872 году Меликишвили с отличием окончил физико-математический факультет университета, а в следующем году написал свою первую научную работу. Вскоре он был отправлен за границу, откуда вернулся в 1875 году. В 1885 году Меликишвили защитил докторскую диссертацию «О производных изомерных кротоновых кислот». С 1885 года до 1917 года Меликишвили работал в Одесском национальном университете имени И. И. Мечникова, профессор.
С 1893 года специализировался преимущественно в области неорганической химии. В 1899 году стал лауреатом Ломоносовской премии Петербургской АН.
Принимал непосредственное участие в создании Тбилисского университета. 13 января 1918 года на первой официальной встрече Совета профессоров Меликишвили был избран первым ректором университета.
17 декабря 1919 года Петра Меликишвили на посту ректора сменил Иван Джавахишвили (из-за политических разногласий Меликишвили с генерал-губернатором).
30 июля 1921 года стал деканом факультета агрономии.
Умер 23 марта 1927 года в возрасте 77 лет в городе Тифлис и был похоронен в саду первого корпуса Тбилисского университета, на его могиле установлен бюст.

## Научные достижения
Основные работы посвящены непредельным органическим кислотам и неорганическим пероксидам.
В 1878—1881 годах изучал строение и реакционную способность акриловой, кротоновой, ангеликовой, тиглиновой кислот и их производных. В 1880 году независимо от Эмиля Эрленмейера открыл глицидную кислоту и установил её структурную формулу. В 1880 году впервые синтезировал β-аминомолочную кислоту, которую назвал изосерином.
В дальнейшем (1897—1913), работая совместно с совместно с Л. В. Писаржевским, синтезировал надкислоты некоторых элементов (U, Nb, Ta, W, Mo, В, Ti и V). Впервые получил (1898) пероксид и гидропероксид аммония и пербораль-натриевую соль надборной кислоты.
В 1899 году Петербургская академия наук присудила Меликишвили и Писаржевскому Ломоносовскую премию за работу «О перекисях кислот».

## Память
В 1929 году имя П. Г. Меликишвили было присвоено Институту химии АН Грузинской ССР.
Именем Меликишвили названы проспект в Тбилиси и одна из улиц Батуми.
На д. 44 по улице Ладо Асатиани в Тбилиси установлена мемориальная доска